# Umiastów
Umiastów is een dorp in de Poolse woiwodschap Mazovië. De plaats maakt deel uit van de gemeente Ożarów Mazowiecki.